# Чемпіонат світу з кросу 2003
Чемпіонат світу з кросу 2003 був проведений 29-30 березня в Лозанні.
Місце кожної країни у командному заліку у кожному забігу визначалося сумою місць, які посіли перші четверо спортсменів цієї країни. Кількість очок, які вносив спортсмен до командного заліку своєї країни, відповідала не фактичному місцю, яке він посідав у підсумковому протоколі, а тому порядковому місцю, на якому він опинявся у загальному списку чотирьох найкращих для кожної країни з тих, хто фінішував.

## Чоловіки

### Дорослі
| Першість | Золото | Золото         | Срібло | Срібло     | Бронза | Бронза       |
| -------- | --- | -------------- | --- | ---------- | --- | ------------ |
| Особиста | Кененіса Бекеле Ефіопія                                                                                           | 35.56          | Патрік Івуті Кенія | 36.09      | Гебрегзіабхер Гебремаріам Ефіопія                                                                                        | 36.17        |
| Командна | КеніяПатрік Івуті (2) Річард Лімо (4) Пол Коеч (5) Джон Черуйот Корір (6) Абрахам Чероно (12) Семмі Кіпкетер (14) | 17 очок2 4 5 6 | ЕфіопіяКененіса Бекеле (1) Гебрегзіабхер Гебремаріам (3) Сілеші Сіхіне (7) Кетема Негуссіє (13) Деджене Берхану (20) Їбелтал Адмассу (37) | 231 3 7 12 | МароккоГішам Шатт (8) Халід ель Амрі (10) Абдеррахім Гюмрі (15) Джауад Гаріб (23) Саїд ель Варді (27) Ахмед Гамзауї (34) | 518 10 13 20 |

| Першість | Золото | Золото         | Срібло | Срібло      | Бронза | Бронза      |
| -------- | --- | -------------- | --- | ----------- | --- | ----------- |
| Особиста | Кененіса Бекеле Ефіопія                                                                                           | 11.01          | Джон Кібовен Кенія | 11.04       | Бенджамін Лімо Кенія | 11.06       |
| Командна | КеніяДжон Кібовен (2) Бенджамін Лімо (3) Майкл Кіп'єго (4) Томас Каплітан (5) Девід Кілел (8) Еванс Кіпчумба (20) | 14 очок2 4 6 8 | ЕфіопіяКененіса Бекеле (1) Меба Тадессе (7) Тессема Абшеро (12) Абійоте Ендале (13) Кетема Негуссіє (17) Дехе Воєса (40) | 311 7 11 12 | МароккоХалід ель Амрі (6) Абдеррахім Гюмрі (10) Ахмед Бадай (15) Абделькадер Ашлаф (16) Саїд ель Варді (22) Салех Гіссу (35) | 446 9 14 15 |

### Юніори
| Першість | Золото | Золото         | Срібло | Срібло    | Бронза                                                                                              | Бронза       |
| -------- | --- | -------------- | --- | --------- | --------------------------------------------------------------------------------------------------- | ------------ |
| Особиста | Еліуд Кіпчоґе Кенія | 22.47          | Боніфас Кіпроп Уганда                                                                                               | 22.49     | Соломон Бушендіч Кенія                                                                              | 22.51        |
| Командна | КеніяЕліуд Кіпчоґе (1) Соломон Бушендіч (3) Августін Чоге (4) Мозес Мозоп (7) Барнабас Косгеї (10) Джонстон Чепквоні (12) | 15 очок1 3 4 7 | ЕфіопіяГірма Ассефа (5) Гетачеу Дінку (6) Тессема Абшеро (8) Соломон Молла (9) Дехе Воєса (11) Тесфає Менгісту (15) | 281 6 8 9 | УгандаБоніфас Кіпроп (2) Джеймс Кібет (13) Мозес Кіпсіро (17) Айзек Кіпроп (25) Мартін Кіплімо (30) | 482 10 14 22 |

## Жінки

### Дорослі
| Першість | Золото | Золото         | Срібло                                                                                                 | Срібло     | Бронза | Бронза      |
| -------- | --- | -------------- | --- | ---------- | --- | ----------- |
| Особиста | Веркнеш Кідане Ефіопія                                                                                             | 25.53          | Діна Дроссін США                                                                                       | 26.02      | Коллін де Рек США                                                                                              | 26.28       |
| Командна | ЕфіопіяВеркнеш Кідане (1) Меріма Денбоба (3) Еєрусалем Кума (4) Тереза Йоганес (9) Аша Гігі (10) Бузунеш Деба (33) | 17 очок1 3 4 9 | КеніяМагдалін Чемджор (5) Елізабет Румокол (6) Керолайн Кілел (8) Джоан Аябеї (12) Еліс Тімбілілі (14) | 305 6 8 11 | СШАДіна Дроссін (2) Коллін де Рек (7) Кеті Мак-Грегор (15) Елва Драєр (17) Мілена Глушаць (25) Сара Веллс (39) | 362 7 13 14 |

| Першість | Золото                                                                                          | Золото          | Срібло | Срібло    | Бронза | Бронза       |
| -------- | ----------------------------------------------------------------------------------------------- | --------------- | --- | --------- | --- | ------------ |
| Особиста | Едіт Масаї Кенія                                                                                | 12.43           | Веркнеш Кідане Ефіопія | 12.44     | Джейн Ванджіку Кенія | 12.46        |
| Командна | КеніяЕдіт Масаї (1) Джейн Ванджіку (3) Ізабелла Очічі (4) Пріска Нгетіч (11) Віола Кібівот (22) | 18 очок1 3 4 10 | ЕфіопіяВеркнеш Кідане (2) Меріма Денбоба (6) Тірунеш Дібаба (7) Еджегаєху Дібаба (9) Еєрусалем Кума (10) Безунеш Бекеле (28) | 242 6 7 9 | РосіяАлла Жиляєва (8) Ольга Романова (14) Анастасія Зубова (30) Вікторія Кліміна (34) Марія Пантюхова (42) Катерина Приладних (90) | 768 13 26 29 |

### Юніорки
| Першість | Золото | Золото    | Срібло | Срібло    | Бронза | Бронза       |
| -------- | --- | --------- | --- | --------- | --- | ------------ |
| Особиста | Тірунеш Дібаба Ефіопія                                                                                                  | 20.21     | Пеніна Чепчумба Кенія | 20.22     | Гелете Бурка Ефіопія | 20.28        |
| Командна | ЕфіопіяТірунеш Дібаба (1) Гелете Бурка (3) Меселеч Мелкаму (4) Сентаєху Еджігу (6) Азіза Алію (12) Белайнеш Фікаду (18) | 141 3 4 6 | КеніяПеніна Чепчумба (2) Емілі Чебет (5) Гледіс Чемвено (7) Чемутай Ріонотукеї (9) Чепчумба Коеч (10) Шерон Кіпсанг (11) | 222 5 7 8 | МароккоМаріем Алауї Сельсулі (13) Сіхам Гілялі (19) Наджат ель Фідді (22) Лубна Джао (66) Лейла Клілех (71) Фатна Хтойна (73) | 789 11 13 45 |

## Медальний залік
| Місце               | Країна              | Золото | Срібло | Бронза | Загалом |
| ------------------- | ------------------- | ------ | ------ | ------ | ------- |
| 1                   | Ефіопія             | 6      | 5      | 3      | 14      |
| 1                   | Кенія               | 6      | 5      | 3      | 14      |
| 3                   | США                 | 0      | 1      | 1      | 2       |
| 3                   | Уганда              | 0      | 1      | 1      | 2       |
| 5                   | Марокко             | 0      | 0      | 3      | 3       |
| 6                   | Росія               | 0      | 0      | 1      | 1       |
| Загалом (6 збірних) | Загалом (6 збірних) | 12     | 12     | 12     | 36      |

## Українці на чемпіонаті
Україна була представлена на чемпіонаті трьома спортсменами, які взяли участь у дорослому забігу на довгій дистанції. Харків'янин Євген Божко, як і рік тому, був на фініші 25-м, Василь Матвійчук з Хмельницької області — 44-м, а Сергій Лебідь (Донецька область) — знову, як і минулого чемпіонату, зійшов з дистанції.

## Відео
- Підсумки чемпіонату на YouTube